# Reggenza di Kotawaringin Orientale
La reggenza di Kotawaringin Orientale (in indonesiano: Kabupaten Kotawaringin Timur) è una reggenza dell'Indonesia, situata nella provincia di Kalimantan Centrale.
| Controllo di autorità | VIAF (EN) 128297645 · LCCN (EN) nr99018304 · J9U (EN, HE) 987007494102605171 |